# Школа № 43 (Ростов-на-Дону)
Школа № 43 (полное название МБОУ города Ростова-на-Дону «Школа № 43»имени полного кавалера ордена Cлавы Пэн И.П.") — общеобразовательное учреждение в Ростове-на-Дону, расположенное в Октябрьском районе пр. Будённовский, д. 64. 
Директор школы 
Кузьменко Галина Игоревна
Достижения и награды:
- Чемпионка России по спортивной гимнастике среди юниоров в командном первенстве, 2001 г.;
- Мастер спорта России по спортивной гимнастике, 2002 г.;
- Победитель муниципального этапа конкурса профессионального мастерства «Учитель года города Ростова-на-Дону» в номинации «Учитель здоровья», 2021 г.;
- Абсолютный победитель регионального этапа конкурса профессионального мастерства «Учитель Дона» в номинации «Учитель здоровья», 2023 г.

## История

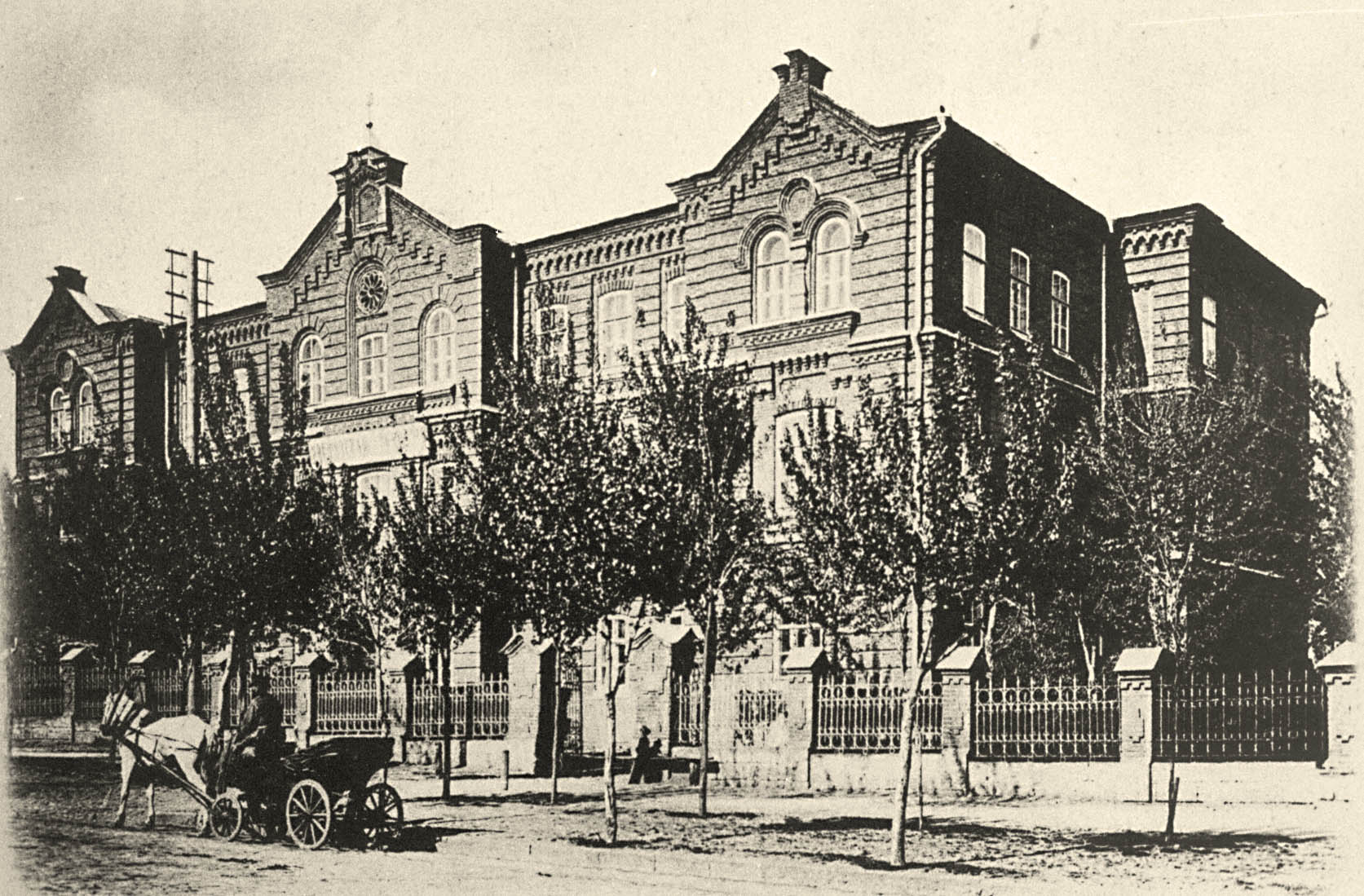
Прежнее здание гимназии

Свою историю школа начинает с дореволюционного времени, когда в 1877 году на Таганрогском проспекте (ныне Будённовский проспект) открылась мужская гимназия, в которой позже была открыта церковь Андрея Критского.
После Октябрьской революции, с 1920 года, школа была трудовой и носила имя Семёна Михайловича Буденного. Во время Великой Отечественной войны, когда город был оккупирован немецкими войсками здание гимназии было разрушено. После окончания войны, в 1957 году, на этом месте было построено новое здание школы, имеющее современный вид.
В мужской гимназии до революции учился Александр Алексеевич Ханжонков. В связи с этим принято решение на здании школы № 43 установить ему мемориальную доску. В сквере напротив школы ему установлен памятник.

## Архитектура

Памятная доска Козлову, Гридневу, Осокину

Памятная доска А. А. Ханжонкову

Школа представляет собой четырёхэтажное здание Т-образной планировки, фасадом выходящее на Будённовский проспект с двумя выступающими крыльями и колоннадой над входом в школу, начинающейся со второго этажа. В каждом крыле выполнены ниши со сводами полукруглой формы, где находятся скульптурные изображения учеников — мальчика и девочки. В пристрое к школе (вдоль улицы Тельмана) размещается плавательный бассейн, где работает Детско-юношеская спортивная школа № 4 Ростова-на-Дону.
На фасаде имеется мемориальная доска, посвященная выпускникам: Козлову Валерию, Гридневу Александру и Осокину Михаилу — погибшим в боевых действиях современной России (все награждены орденом Мужества посмертно). Также на здании школы расположена необычного вида памятная доска А. А. Ханжонкову.

## Деятельность
15 июня 2010 года была произведена МБОУ города Ростова-на-Дону «Школа № 43», в результате которой, в соответствии с постановлением администрации города Ростова-на-Дону № 437 от 11 июня 2010 года к школе было присоединено муниципальное общеобразовательное учреждение начальная общеобразовательная школа № 115 «Азбука» Октябрьского района города Ростова-на-Дону.

Фотогалерея
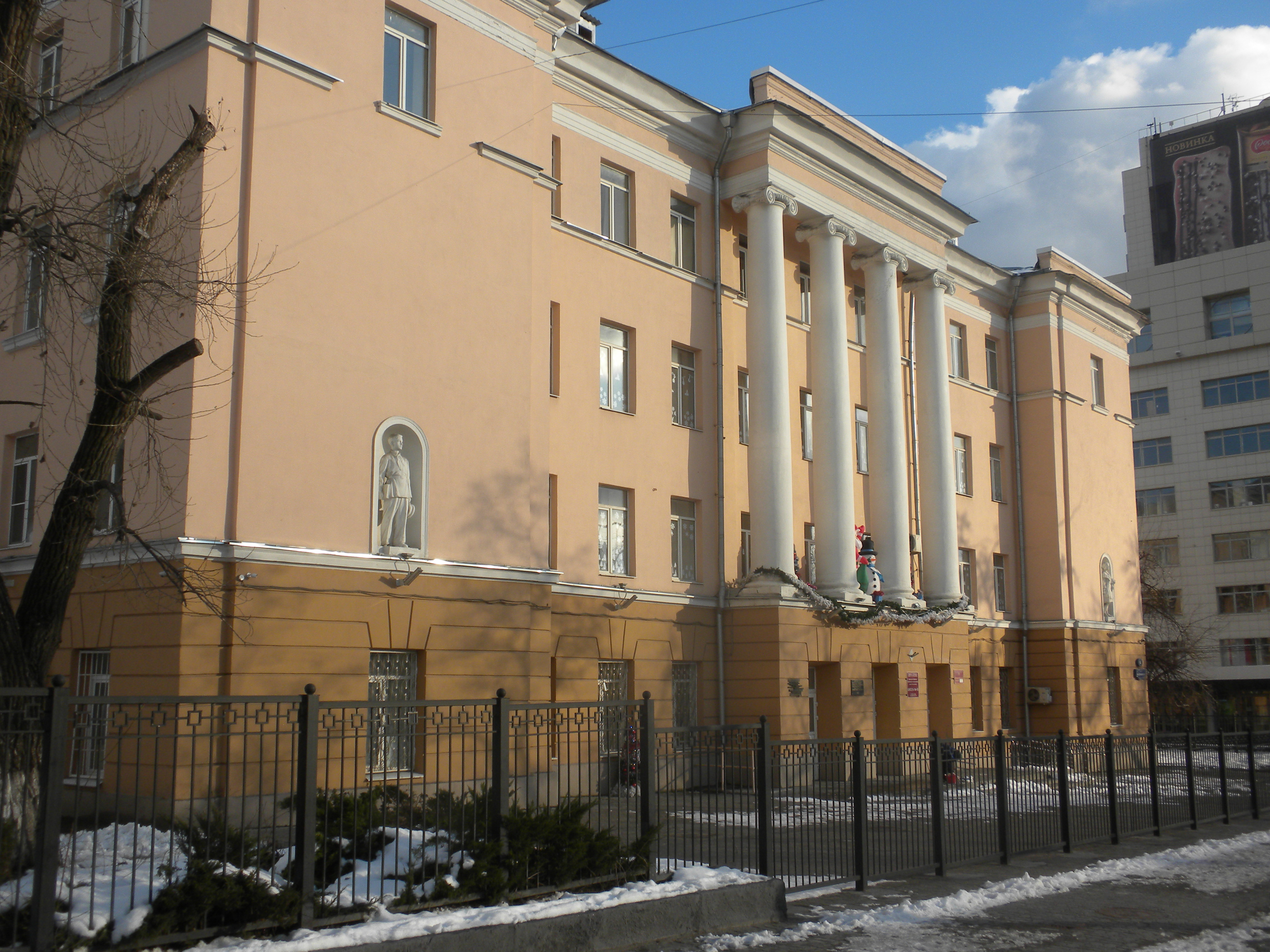
Фасад школы
Скульптура ученика
Скульптура ученицы